# Svartvit sibia
Svartvit sibia (Heterophasia melanoleuca) är en fågel i familjen fnittertrastar inom ordningen tättingar. Fågeln förekommer i Sydostasien i Myanmar och Thailand. 
Svarthuvad sibia (Heterophasia desgodinsi) behandlades tidigare som underart till svartvit sibia.

## Utseende och läte
Svartvit sibia är 21–23 cm lång, smal och långnäbbad med svartvit fjäderdräkt. Ovansidan på fågeln och huvudet är mörkbrunt medan undersidan är vit. Sången består av en upprepad ljus men högröstad darrande vissling som faller i tonhöjd mot slutet.

## Utbredning och systematik
Svartvit sibia delas in i två till tre underarter med följande utbredning:
- Heterophasia melanoleuca radcliffei (inkluderas ofta i nominatformen[3]) –  förekommer från östra Myanmar till nordvästra Thailand och nordvästra Laos
- Heterophasia melanoleuca castanoptera – förekommer i sydöstra Myanmar (södra Shanstaten och Kayahstaten)
- Heterophasia melanoleuca melanoleuca – förekommer i södra Myanmar och västra Thailand.

## Levnadssätt
Vanligtvis hittas fågeln i städsegrön lövskog belägen på mellan 1000 och 2565 meters höjd. Den ses oftast uppe i trädtopparna, vanligen i par eller i smågrupper. Födan består av insekter, bär och nektar.

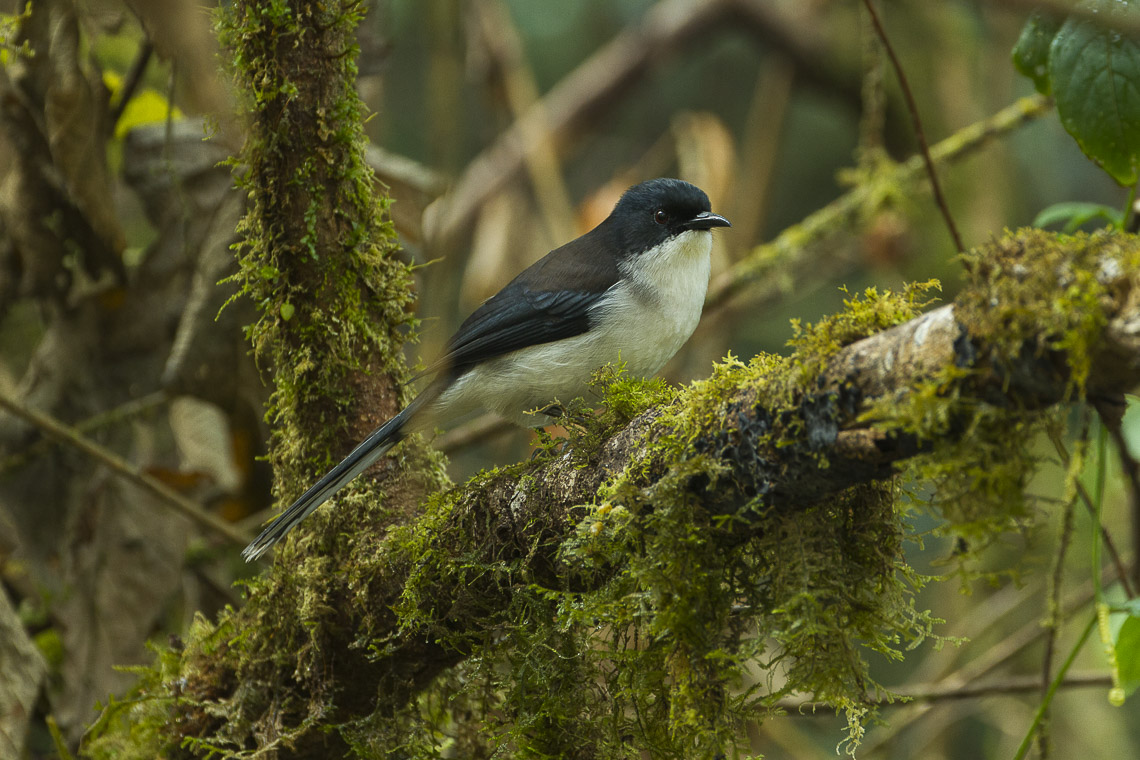
Svartvit sibia i Chiang Mai i Thailand.

### Häckning
Svartvit sibia häckar från februari till juni. Det skålformade boet byggs av mossa, tallbarr, gräs och löv och placeras långt ut på tunna trädgrenar, cirka 2,5 - 7,5 meter ovanför marken. Honan lägger vanligen ett till tre ägg.

## Status och hot
Arten har ett stort utbredningsområde med en stor population men tros minska i antal, dock inte tillräckligt kraftigt för att den ska betraktas som hotad. Internationella naturvårdsunionen IUCN kategoriserar därför arten som livskraftig

## Namn
Sibia kommer av det nepalesiska namnet sibya för rostsibia (Heterophasia capistrata).